# FFH-Gebiet Karlshofer Moor
Das FFH-Gebiet Karlshofer Moor ist ein NATURA 2000-Schutzgebiet in Schleswig-Holstein im Kreis Rendsburg-Eckernförde im Süden der Gemeinde Güby. Es liegt im Bereich der naturräumlichen Haupteinheit Hüttener Berge (Objekt-ID 810) die wiederum Teil der Naturräumlichen Großregion 2. Ordnung Schleswig-Holsteinisches Hügelland ist.
Das FFH-Gebiet Karlshofer Moor hat eine Fläche von 52 ha. Die größte Ausdehnung liegt in Nordostrichtung und beträgt 1,2 km. Die höchste Erhebung mit 32 Meter über NN befindet sich an der Nordspitze des FFH-Gebietes, der niedrigste Bereich liegt im Moorgebiet mit 26 Meter über NN.
Das FFH-Gebiet besteht zu mehr als der Hälfte aus Moor und zu vier Zehnteln aus Grünland unterschiedlicher Ausprägung, siehe Diagramm 1. Das Moor wurde schon im neunzehnten Jahrhundert zur Torfgewinnung genutzt, wie es in der preußischen Landaufnahme von 1879 verzeichnet ist.

## FFH-Gebietsgeschichte und Naturschutzumgebung
Der NATURA 2000-Standard-Datenbogen (SDB) für dieses FFH-Gebiet wurde im Februar 2006 vom Landesamt für Landwirtschaft, Umwelt und ländliche Räume (LLUR) des Landes Schleswig-Holstein erstellt, im September 2004 als Gebiet von gemeinschaftlicher Bedeutung (GGB) vorgeschlagen, im November 2007 von der EU als GGB bestätigt und im Januar 2010 national nach § 32 Absatz 2 bis 4 BNatSchG in Verbindung mit § 23 LNatSchG als besonderes Erhaltungsgebiet (BEG) bestätigt. Der SDB wurde zuletzt im Oktober 2013 aktualisiert. Der Managementplan für das FFH-Gebiet wurde im Januar 2011 veröffentlicht.
Das LLUR hat noch keine Institution mit der Gebietsbetreuung des FFH-Gebietes Karlshofer Moor gem. § 20 LNatSchG beauftragt (Stand Februar 2022).

## FFH-Erhaltungsgegenstand

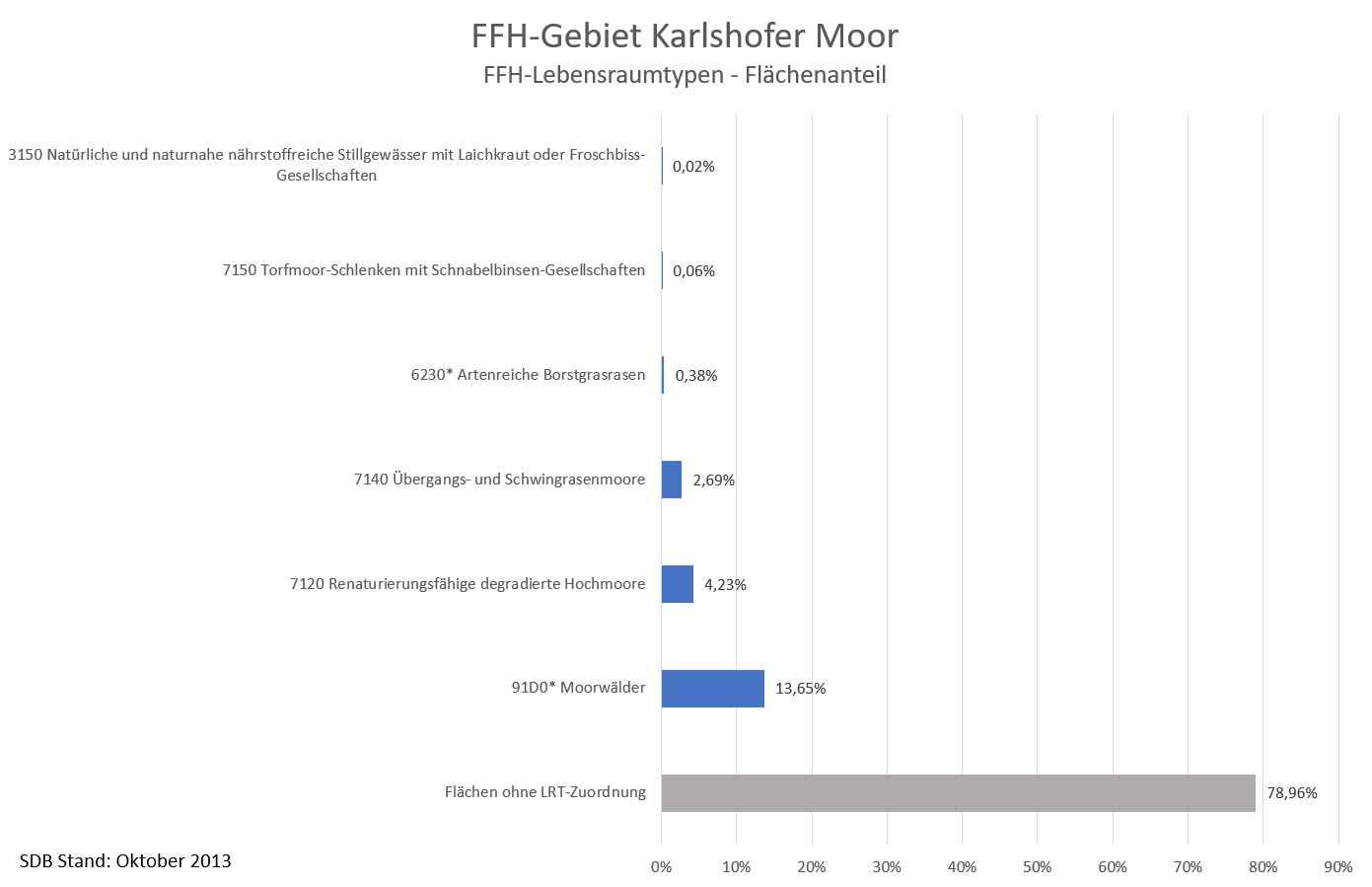
Diagramm 2: FFH-Lebensraumtypen

Laut Standard-Datenbogen vom Januar 2013 sind folgende FFH-Lebensraumtypen und Arten für das Gesamtgebiet als FFH-Erhaltungsgegenstände mit den entsprechenden Beurteilungen zum Erhaltungszustand der Umweltbehörde der Europäischen Union gemeldet worden (Gebräuchliche Kurzbezeichnung (BfN)):
FFH-Lebensraumtypen nach Anhang I der EU-Richtlinie:
- 3150 Natürliche und naturnahe nährstoffreiche Stillgewässer mit Laichkraut oder Froschbiss-Gesellschaften (Gesamtbeurteilung C)[10]
- 6230* Artenreiche Borstgrasrasen (Gesamtbeurteilung C)[11]
- 7120 Renaturierungsfähige degradierte Hochmoore (Gesamtbeurteilung C)[12]
- 7140 Übergangs- und Schwingrasenmoore (Gesamtbeurteilung B)[13]
- 7150 Torfmoor-Schlenken mit Schnabelbinsen-Gesellschaften (Gesamtbeurteilung B)[14]
- 91D0* Moorwälder (Gesamtbeurteilung C)[15]

## FFH-Erhaltungsziele
Aus den oben aufgeführten FFH-Erhaltungsgegenständen werden als FFH-Erhaltungsziele von besonderer Bedeutung die Erhaltung folgender Lebensraumtypen und Arten im FFH-Gebiet vom Ministerium für Energiewende, Landwirtschaft, Umwelt und ländliche Räume des Landes Schleswig-Holstein erklärt:
- 6230* Artenreiche Borstgrasrasen
- 7120 Renaturierungsfähige degradierte Hochmoore
- 7140 Übergangs- und Schwingrasenmoore
- 7150 Torfmoor-Schlenken mit Schnabelbinsen-Gesellschaften
- 91D0* Moorwälder

Aus den oben aufgeführten FFH-Erhaltungsgegenständen werden als FFH-Erhaltungsziele von Bedeutung die Erhaltung folgender Lebensraumtypen und Arten im FFH-Gebiet vom Ministerium für Energiewende, Landwirtschaft, Umwelt und ländliche Räume des Landes Schleswig-Holstein erklärt:
- 3150 Natürliche und naturnahe nährstoffreiche Stillgewässer mit Laichkraut oder Froschbiss-Gesellschaften

## FFH-Analyse und Bewertung
Das Kapitel FFH-Analyse und Bewertung im Managementplan beschäftigt sich unter anderem mit den aktuellen Gegebenheiten des FFH-Gebietes und den Hindernissen bei der Erhaltung und Weiterentwicklung der FFH-Lebensraumtypen. Die Ergebnisse fließen in den FFH-Maßnahmenkatalog ein.
Bei der LRT-Klassifizierung und der Gesamtbeurteilung der LRT-Flächen gibt es große Unterschiede zwischen den Angaben im Managementplan von Januar 2011, den Angaben im SDB vom Oktober 2015 und der Biotopkartierung vom 14. Oktober 2016, der den aktuellsten Daten der Biotopkartierung des Landes Schleswig-Holstein entspricht (Stand Januar 2022). Die Gegenüberstellung ist in Tabelle 1 dargestellt.
Tabelle 1: Angaben zu den Flächengrößen und Gesamtbeurteilungen der FFH-Lebensraumtypen im FFH-Gebiet Karlshofer Moor in ha.
| LRT   | Managementplan Januar 2011 [ha] | Gesamt- beurteilung | SDB Oktober 2015 [ha] | Gesamt- beurteilung | Biotopkartierung 14. Oktober 2016 [ha] | Gesamt- beurteilung |
| ----- | ------------------------------- | ------------------- | --------------------- | ------------------- | -------------------------------------- | ------------------- |
| 3150  |                                 |                     | 0,01                  | C                   |                                        |                     |
| 6230  |                                 |                     | 0,2                   | C                   |                                        |                     |
| 7120  | 14                              | C                   | 2,2                   | C                   | 23,44                                  | 0,31 [ha] B, Rest C |
| 7140  | 30                              | B                   | 1,8                   | B                   |                                        |                     |
| 7150  | 1                               | B                   | 0,03                  | B                   |                                        |                     |
| 90D0  |                                 |                     | 7,1                   | C                   | 0,1                                    | C                   |
| Summe | 45                              |                     | 11,34                 |                     | 23,54                                  |                     |

Danach waren die Gutachter im Januar 2011 noch der Meinung, dass 31 ha eine gute Gesamtbeurteilung verdienten, im Oktober 2016 hingegen nur 0,31 ha diese Gesamtbeurteilung erhielten.

## FFH-Maßnahmenkatalog
Der FFH-Maßnahmenkatalog im Managementplan führt neben den bereits durchgeführten Maßnahmen geplante Maßnahmen zur Erhaltung und Entwicklung der FFH-Lebensraumtypen im FFH-Gebiet an. Diese sind zudem in einer Maßnahmenkarte kartiert.
Ein Vorschlag bestand darin, die den Moorkomplex umgebenden Äcker und Grünflächen zu extensivieren, um die Belastung des Moores mit Nährstoffen aus Luft und Oberflächenwasser zu verringern. Dies ist mit Stand 2020 noch nicht erfolgt, wie die Satellitenkarte zeigt.

## FFH-Erfolgskontrolle und Monitoring der Maßnahmen
Eine FFH-Erfolgskontrolle und Monitoring der Maßnahmen findet in Schleswig-Holstein alle 6 Jahre statt. Die Ergebnisse des letzten Monitorings wurden noch nicht veröffentlicht (Stand Januar 2022).